# طلوع مرگ: آخر بازی
طلوع مرگ: آخر بازی یا خیزش مرگ: آخر بازی (به انگلیسی: Dead Rising: Endgame) فیلمی محصول سال ۲۰۱۶ و به کارگردانی پت ویلیامز است. در این فیلم بازیگرانی همچون جسی متکالف، کیگان کونور تریسی، دنیس هیزبرت، ماری اوجروپولوس، جسیکا هارمون، کمیل سالیوان، ویکتور وبستر، پاتریک سابونگوی، بیلی زین و ایان تریسی ایفای نقش کرده‌اند.